# Дели Хасан
Дели Хасан или Дели Хасан махала (на гръцки: Μοναστηράκι, Монастираки, катаревуса: Μοναστηράκιον, Монастиракион, до 1923 Ντελή Χασάν, Дели Хасан) е село в Гърция, Егейска Македония, в дем Синтика, област Централна Македония. Селото има 380 жители според преброяването от 2001 година.

## География
Селото е разположено в Сярското поле в подножието на Круша планина. Намира се северозападно от град Сяр (Серес) и на запад от северозападния бряг на Бутковското езеро (Керкини).

## История

### В Османската империя
През XIX век Дели Хасан е смесено селище, числящо се към Сярската кааза на Османската империя. Църквата „Свети Георги“ на хълм над селото е от 1834 година. До 1912 година то е чифлик собственост на Емин бей от Долни Порой.
В „Етнография на вилаетите Адрианопол, Монастир и Салоника“, издадена в Константинопол в 1878 година и отразяваща статистиката на населението от 1873 година, Дели Хасан (Dèli-Hassan) е посочено като село с 33 домакинства, 18 жители мюсюлмани и 70 жители българи.
В 1891 година Георги Стрезов пише за селото:
| „ | Дали асан, на разстояние 1/2 час до Старошово, на подножието на Круша; чифлик на поройчанина Емин бея. 20 къщи турци, 30 българе и 10 цигане. | “ |

Според статистиката на Васил Кънчов („Македония. Етнография и статистика“) от 1900 година селото брои 280 жители българи християни и 140 турци. Според статистиката на секретаря на Българската екзархия Димитър Мишев („La Macédoine et sa Population Chrétienne“) в 1905 година християнското население на селото (Deli-Hassan) се състои от 480 българи екзархисти. В селото има 1 начално българско училище с 1 учител и 28 ученици.
Митрополит Емилиан Мелнишки пише, че на 5 януари 1908 година българска чета убива в Дели Хасан селянина Ване, след което при Гара Аканджали прави неуспешен опит за атентат срещу влака.
При избухването на Балканската война в 1912 година двама души от Дели Хасан са доброволци в Македоно-одринското опълчение.

### В Гърция
През войната селото е освободено от части на българската армия, но след Междусъюзническата война в 1913 година селото попада в Гърция. В селото са заселени гърци бежанци. Според преброяването от 1928 година селото е смесено местно-бежанско село със 79 бежански семейства с 283 души.

## Личности
Родени в Дели Хасан
- Димитър Иванов, български революционер от ВМОРО, четник на Панчо Константинов[11]
- Петър Дзанков (1890 – ?), македоно-одрински опълченец, четата на Георги Мончев[12]
- Тома Гоцев (Гецев, ? – 1922), македоно-одрински опълченец, Трета рота на Трета солунска дружина, носител на орден „За храброст“ IV степен[13]